# Piele de găină

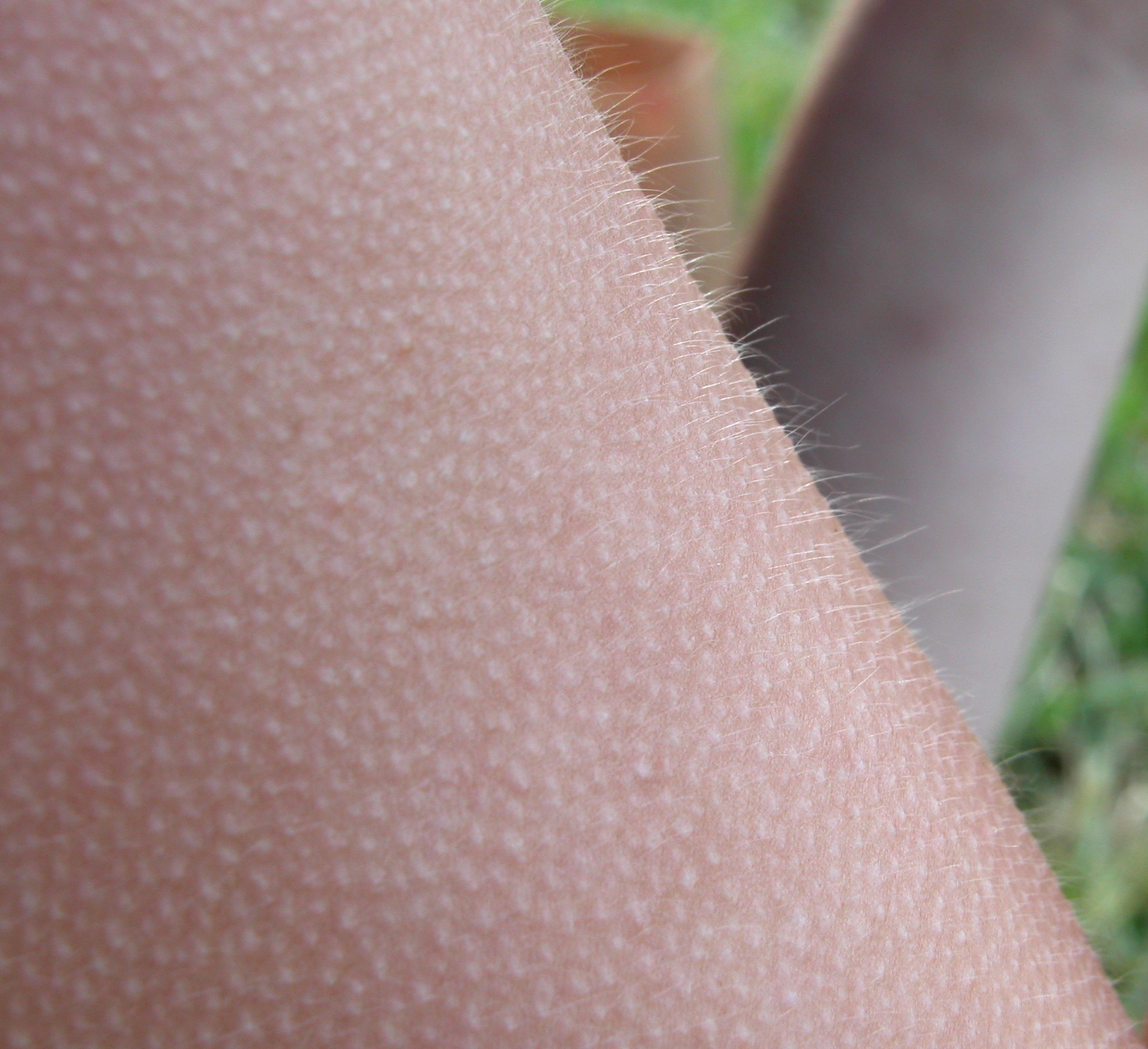
Piele de găină pe o mână

Piele de găină (în jargon medical  și în latină cutis anserina) este termenul colocvial care desemnează aspectul pielii în urma activării reflexul pilomotor la om. Reflexul constă în ridicare pielii în jurul foliculilor pilosebacei, prin contracția mușchilor aferenți. Stimulii care pot declanșa acest reflex sunt senzația de frig sau o gamă de emoții puternice, precum frica, nostalgia, plăcerea, euforia, sau excitația sexuală.